# 康布乡
康布乡（藏語：ཁམ་བུ་），是中华人民共和国西藏自治区日喀则市亚东县下辖的一个乡镇级行政单位。

## 行政区划
康布乡下辖以下地区：
上康布村和下康布村。